# Gramatídeos
Gramatídeos (Grammatidae) são peixes perciformes. Os 12 membros (em dois gêneros) são peixes do atlântico ocidental,tipicamente não passam mais de 10 cm. algumas espécies são bastanie coloridas e populares em aquários marinhos.  They can also change their gender.
Distinctive features include a linha lateral divided into two subsegments or missing entirely, and a sizeable pectoral fin with one spine.

## Espécies
Existem 12 espécies em 2 gêneros:
- Gênero Gramma

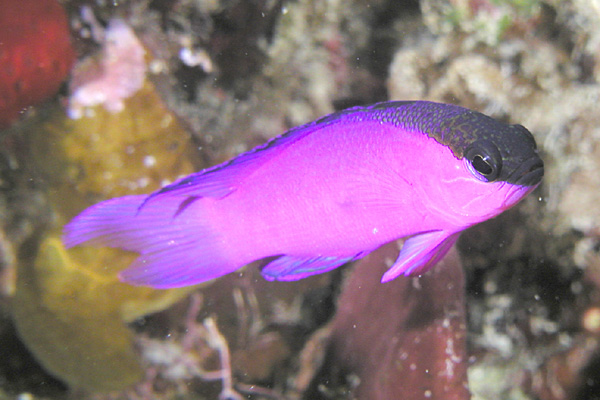
Um Gramma melacara em honduras.

  - Grama-brasileiro, Gramma brasiliensis Sazima, Gasparini & Moura, 1998.
  - Gramma de linha amarela, Gramma linki Starck & Colin, 1978.
  - Gramma loreto, Gramma loreto Poey, 1868.
  - Gramma da capa preta, Gramma melacara Böhlke & Randall, 1963.
- Gênero Lipogramma
  - Dusky basslet, Lipogramma anabantoides Böhlke, 1960.
  - Gramma bandado, Lipogramma evides Robins & Colin, 1979.
  - Gramma amarelo, Lipogramma flavescens Gilmore & Jones, 1988.
  - Gramma bicolor, Lipogramma klayi Randall, 1963.
  - Gramma real, Lipogramma regium Robins & Colin, 1979.
  - Grama de barra amarela, Lipogramma robinsi Gilmore, 1997.
  - Gramma rosado, Lipogramma roseum Gilbert, 1979.
  - Gramma de três faixas, Lipogramma trilineatum Randall, 1963.